# Замок Ланцендорф
Замок Ланцендорф (нем. Schloss Lanzendorf), также Оберланцендорф (нем. Oberlanzendorf) — замок в районе Брук-ан-дер-Лейта в Нижней Австрии.

## Расположение
Замок Ланцендорф (также Оберланцендорф) расположен в муниципалитете Ланцендорф кадастровой общины Оберланцендорф в субпровинции Венский Бассейн (Нижняя Австрия), примерно в четырех километрах к юго-востоку от границ города Вены. Он стоит на юге деревни, рядом с проезжей частью.

## Архитектура
За свою длинную историю замок несколько раз перестраивался. Теперь это блочное трехэтажное главное здание с L-образной планировкой. Простой главный фасад, с семью неправильными оконными осями и задекорированными квадратной лепниной углами. В середине шатровой крыши расположена четырехугольная небольшая башня, с жестяным остроконечным шпилем. Вероятно башня была возведена во время перестройки здания в 1758 году. В фасаде здания выходящем во внутренний двор есть окна с профилированными косяками и прямой кровлей, которые в значительной степени скрыты пристройками. Со стороны большого парка расположена двухэтажная лоджия, колонны которой поддерживают плоский потолок на первом этаже и арочный свод на верхнем этаже. Эта пристройка является относительно новой. С юга к основному зданию примыкает двухэтажная пристройка с декорированным рифленой штукатуркой цокольным этажом. Выше закругленные французские окна верхнего этажа разделены двойными пилястрами. Ранее это был бальный зал. На верхнем этаже этого крыла около 1830 года была оборудована часовня. В этом же году также был расширен фасад замка выходящий во двор. На крыше у этой пристройки есть терраса, ограниченная каменной балюстрадой. На фасаде со стороны улицы есть люкарна, похожая на башню. Флигель соединен с главным зданием плоским крытым портиком. Это и другие, в основном двухэтажные здания, были в конце XIX и начале XX века пристроены как административное и лечебное здание. Бывшая оборонительная стена частично окружает эти здания и сегодня. Бывшая молочная ферма на другой стороне дороги была снесена в 1998 году, в настоящее время остались только конюшни.

## История
Замок Ланцендорф был построен около 1170 года как владение семьи Аспарн-Малеисдорфер, а позднее перешёл в собственность семьи Шенбергер. Семьи владельцев часто называли себя в честь Ланцендорфа. Герцог Альбрехт III подтвердил право собственности для замка для Рюдела фон Ланцендорфа в 1388 году. Семья Эйслеров владела замком в 1558 году, а в 1572 году — Генрих Фрайхерр фон Ламберг. Из-за его расположения на востоке города Вены и его минимального укрепления, замок был опустошен и частично разрушен во время обеих турецких осад.
Нынешнее здание было построено в XVII веке, когда дворяне Монрихрие, Жулини и Брассикана возвели замок с L-образной планировкой, на месте усадьбы 12-го века, впоследствии реконструированный при Бернхарде фон Ланцендорфе в 1758 году. Владельцы замка в дальнейшем часто менялись: Отто Эренрайх, барон фон Кирхберг заменил Иоганна Фридриха фон Брассикана, затем, после банкротства, графы Кенигсберг купили замок и частично восстановили его. Мориц Эдлер фон Чоффен приобрел замок в 1830 году. С 1832 года он служил фабрикой, сначала для металлической посуды, а с 1841 года для медных изделий. Затем замком владели Саломон Маркус Адлер, отец Виктора Адлера, и доктор Конрад Вилнер, брат Альфреда Марии Вилнер. Около 1900 года замок использовался как приют с названием «Приют Императрицы Елизаветы», социальное учреждение для детей с ограниченными физическими возможностями. Для этого он был расширен постройкой павильонов. Во время Второй мировой войны замок использовался в качестве трудового лагеря, многие узники которого были убиты. Он также служил временным лагерем для политических и уголовных узников, а в последние годы войны — транзитным лагерем для венгерских евреев, направляющихся в различные концентрационные лагеря. Администрация лагеря располагалась в самом здании замка, а заключенные размещались в бывшей молочной ферме.
Каритас Венской Архиепископии вступил во владение замком в 1948 году и создал центр по уходу за инвалидами для людей всех возрастов. С тех пор Каритас восстановил замок, построил новые здания и приспособил уже существующие постройки для кухни, мастерской, склада и прачечной. В ходе реставрации замка, который сейчас называется Haus Franziska, была построена лестница из оголенного бетона, которая служит напоминанием жертвам нацистского режима.

## Учреждение Каритас для инвалидов
В настоящее время в доме Франциска есть две жилые группы для инвалидов. Здесь живут 17 мужчин и женщин (по состоянию на 2019 год), которых готовят к самостоятельной жизни. Есть одноместные и двухместные номера, обставленые самими жителями. В каждой жилой группе есть общая кухня, общая гостиная, ванна для ухода, душевые и туалеты, а также балкон.